# Baigneuse assise sur un rocher
Baigneuse assise sur un rocher est un tableau réalisé par le peintre franco-suisse Félix Vallotton en 1910. De format horizontal, cette huile sur toile est un nu féminin qui représente une jeune baigneuse assise sur un rocher au bord d'une mer calme. Aperçue de dos, elle se tient déhanchée, sa main gauche près de son talon gauche. Donation de George et Adèle Besson en 1963, l'œuvre fait partie des collections du musée national d'Art moderne, à Paris,. Elle se trouve depuis 1970-1971 en dépôt au musée des Beaux-Arts et d'Archéologie de Besançon, à Besançon, dans le Doubs,.